# Ганзен Олексій Васильович
Олексі́й Васи́́льович Га́нзен (справж. — Вільгельмович[уточнити]; 14 лютого 1876, Одеса — 19 жовтня 1937, Дубровник) — живописець-мариніст, онук і учень Івана Айвазовського.

## Життєпис
Олексій Ганзен народився в Одесі в родині дійсного статського радника Вільгельма Львовича Ганзена і дочки видатного художника І. К. Айвазовського Марії Іванівни Айвазовської.
Навчався в 2-ій Одеської прогімназії, потім у Рішельєвській гімназії Одеси.
У 1900 році закінчив в Одесі юридичний факультет Новоросійського університету з дипломом II ступеня.
Судячи з листування, вже в Одесі почав займатися живописом. Бажаючи присвятити себе живопису, їде вчитися до Мюнхена у Ежі Брехта.
Навчався в Німеччині — у К. Зальцмана, П. Мейєргейма, та у Франції — у Т. Робер-Флері та Ж. Лефевра.
Закінчив Берлінську та Дрезденську академії витончених мистецтв.
У 1902 році Берлінська академія мистецтв доручила йому кураторство над декількома пенсіонерами, відрядженими до Італії. Чотири місяці під його керівництвом вони писали етюди на лігурійських берегах в Генуї.
У 1903 році Олексій Ганзен бере участь у Великій Берлінській виставці з роботою «Depeschenboot».
У 1898—1904 брав участь у виставках ТПРХ в Одесі і Весняних виставках в залах Академії Мистецтв.
З 1910 року О. Ганзена захопила ідея створення першого на півдні України художнього музею в Одесі за зразком і подобою галереї, створеної його дідом І. К. Айвазовським. В цьому його підтримали М. К. Реріх, Олександр Олександрович Ростиславов, Б. М. Кустодієв, І. Я. Білібін. В 1910—1917 роках діяла його одеська галерея. У зібраній ним колекції, крім робіт І. К. Айвазовського, М. О. Врубеля, М. К. Реріха, І. І. Бродського, Г. Г. Бурданова (Богданова) та інших українських художників, були й офорти Рембрандта ван Рейна.
В 1915 році перебував на службі в Морському міністерстві як художник Головного морського штабу Російської імперії.
Нагороджений орденами Святої Ганни 3 ступеня та Святого Станіслава 2 й 3 ступенів.
Емігрував 1920 року.
Олексій Васильович Ганзен помер 19 жовтня 1937 року, похований на православному цвинтарі в Дубровнику (Хорватія).
Згідно з іншими даними, помер 1940 року в Софії (Болгарія)[джерело?].
Автор творів:
- «Море» (1898),
- «Загибель броненосця Петропавловськ» (1905),
- «Перед шквалом» (1909),
- «Околиці Одеси» (1916),
- «Місячна ніч» (1919).

## Ресурси Інтернету
- Інститут історії України [Архівовано 29 червня 2016 у Wayback Machine.]
- Ганзен Олексій Васильович (рос.) [Архівовано 10 червня 2015 у Wayback Machine.]
- Художник-мариніст Олексій Ганзен (рос.) [Архівовано 1 жовтня 2013 у Wayback Machine.]
- Крымская художественная галерея. Ганзен Алексей Васильевич (рос.) [Архівовано 9 грудня 2018 у Wayback Machine.]

| українська персоналія | Це незавершена стаття про особу, що має стосунок до України. Ви можете допомогти проєкту, виправивши або дописавши її. |